# نیک دی‌یر
نیک دی‌یر (انگلیسی: Nick Dear؛ زادهٔ ۱۱ ژوئن ۱۹۵۵) نمایشنامه‌نویس و فیلم‌نامه‌نویس اهل بریتانیا است.
از فیلم‌ها یا مجموعه‌های تلویزیونی که وی در آن‌ها نقش داشته‌است، می‌توان به پوآرو، اقناع و سیندرلا اشاره نمود.